# Turnverein 1908 Neunkirchen
Der Turnverein 1908 Neunkirchen e.V. ist ein 1908 gegründeter Sportverein in Neunkirchen-Seelscheid, der sich aus verschiedenen Abteilungen zusammensetzt. Die Vereinsfarben sind Blau-Weiß.

## Geschichte

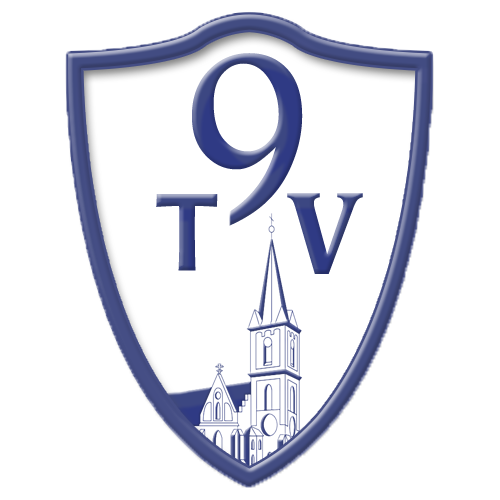
Ehemaliges Logo

Der Verein wurde am 22. November 1908 unter dem Namen Turnverein „Germania“, Wiescheid in dem gleichnamigen Ort gegründet. Der damalige Verein bestand aus 23 Gründungsmitgliedern. Heute ist der Ort Wiescheid im Ort Wolperath aufgegangen, der zur Gemeinde Neunkirchen-Seelscheid gehört. Der junge Verein war auf den Turnsport ausgerichtet und trat bereits 1909 der Deutschen Turnerschaft bei. Im Jahr 1913 wurde der Name in Turnverein Neunkirchen geändert. Nachdem die Vereinsaktivitäten im Ersten Weltkrieg geruht haben, benannte der Verein sich 1920 erneut in Turnverein Germania Wiescheid um. Nach dem Zweiten Weltkrieg wurde eine Handballabteilung gegründet, die nach kurzer Zeit aus Spielermangel wieder aufgelöst werden musste. Der Turnbetrieb fand bis zu dieser Zeit in verschiedenen Sälen der Gemeinde statt, bis im Jahr 1960 auf dem Gelände der alten Grundschule eine Turnhalle errichtet wurde.
1965 wurde dann mit dem Bau des Sportplatzes an der Höfferhofer Straße begonnen. Durch die neuen Spielstätten und den großen Bevölkerungszuwachs der Gemeinde in den 1970er Jahren, nahm der Verein einen deutlichen Aufschwung in der Mitgliederzahl. In dieser Zeit wurden auch die meisten Abteilungen des Vereins gegründet, die sich unterschiedlichen Sportarten widmen. Als weitere Meilensteine sind der Bau des neuen Vereinsheims in der Rathausstraße, das 1998 vollendet wurde und der Bau der Baseballanlage, die 2005 fertiggestellt wurde, zu nennen.

## Erfolge
Die Abteilung Baseball ist unter dem Namen Neunkirchen Nightmares in der deutschen Softballbundesliga aktiv. 2004 spielten erstmals die 1. Herren- sowie die 1. Damenmannschaft in der 1. Bundesliga. 2008, 2009 und 2011 errang die Damenmannschaft den Titel Deutscher Vizemeister im Softball.
Die U18 Mädchen der Abteilung Basketball errangen bei den deutschen Meisterschaften 1995 den 5. und 1996 den 7. Platz. 1998 wurden sie WBV-Vizepokalsieger und 1990 Pokalsieger im Westdeutschen Basketballverband. In den Jahren 2000–2003 spielte der Verein in der 2. Damen-Basketball-Bundesliga Nord.

## Komitee Blau-Weiss
Aus den Karnevalsaktivitäten des Vereins ging 1979 das Komitee Blau-Weiss hervor, das in der Abteilung Brauchtum geführt wurde. Über die Grenzen der Gemeinde hinaus wurde die Karnevalsveranstaltung bekannt, bei der der Orden „für die geschliffene Zunge“ verliehen wurde. Preisträger waren viele prominente Persönlichkeiten unter anderen Norbert Blüm, Hans-Dietrich Genscher, Rita Süssmuth und Guido Westerwelle. 2007 trennte sich das Komitee vom Verein und wurde selbständig.

## Abteilungen
Heute besteht der Verein aus elf Abteilungen:
- Baseball, gegründet 1990
- Badminton
- Basketball, gegründet 1973
- Breitensport, gegründet 1972
- Judo
- Leichtathletik
- Schwimmen, gegründet 1974
- Ski, gegründet 1977
- Tanzen, gegründet 1979
- Turnen
- Kurse

## Bekannte Spieler
- Susanne „Sunny“ Biemer, frühere Spielerin im Kader der deutschen Basketballnationalmannschaft der Damen